# Bad Santa
Bad Santa ist eine US-amerikanische Krimikomödie, bei der Terry Zwigoff Regie führte. Die Hauptrolle spielt Billy Bob Thornton, unterstützt von Tony Cox, Bernie Mac und Lauren Graham. Der Film entstand im Jahr 2003 und wurde am 18. November 2004 in Deutschland veröffentlicht. 2016 kam die Fortsetzung Bad Santa 2 in die Kinos.

## Handlung
Jedes Jahr arbeitet Willie T. Stokes als Kaufhaus-Weihnachtsmann, doch gut in seinem Job ist er ganz und gar nicht: Verkommen und gleichgültig trinkt Willie so viel Alkohol, dass er sich im Job einnässt, flucht und die Kinder beschimpft, die sich auf seinen Schoß setzen. Doch nicht nur das: Gemeinsam mit seinem kleinwüchsigen dunkelhäutigen Kumpel Marcus, der sich versteckt und die Alarmanlage rechtzeitig deaktiviert, räumt er den Tresor der Kaufhäuser aus, in denen er arbeitet. Nach einem gelungenen Coup kündigt Willie an, sich am Meer zur Ruhe zu setzen, doch nach einem Jahr ist er dessen wie von Marcus vorhergesagt überdrüssig und steht bereit, den Coup zu wiederholen.
Ein übergewichtiger Junge mit Rotznase namens Thurman Merman, der von Skatern drangsaliert wird, besucht Santa im Einkaufszentrum. Thurman wohnt alleine mit seiner senilen Großmutter in einem großzügigen Haus, da sein Vater wegen Finanzbetrug im Gefängnis sitzt, und glaubt geradezu verzweifelt an den Weihnachtsmann. Als die Polizei nach ihm fahndet, quartiert sich Willie kurzerhand bei Thurman und seiner Oma ein. 
Die attraktive Sue ist Barkeeperin und hat eine Schwäche für den Weihnachtsmann, sodass sie sich in Willie verliebt.
Thurman lehrt Willie langsam die wahre Bedeutung des Weihnachtsfestes, während Willie ihm beibringt, wie man sich – im wahrsten Sinne des Wortes – durchs Leben schlägt. Willies Partner Marcus ist von diesem Wandel aber überhaupt nicht begeistert.
Bob, der Leiter des Einkaufszentrums, will das Duo nach Eskapaden Willies berechtigterweise feuern, doch Willie weist ihn darauf hin, dass die Entlassung eines kleinwüchsigen Schwarzen leicht eine geschäftsschädigende Protestwelle auslösen könnte. Bob wendet sich an seinen Kaufhausdetektiv Gin, um einen wasserdichten Grund zu finden, die beiden loszuwerden.
Gin findet schließlich heraus, dass Willie und Marcus seit sieben Jahren an jedem Heiligabend ein Kaufhaus ausrauben, und erpresst sie um die Hälfte der Beute. Marcus schafft daraufhin Gin aus dem Weg und will auch noch Willie töten, wird daran jedoch von der eintreffenden Polizei gehindert. Willie gelingt zunächst die Flucht in einem Auto, vor Thurmans Haustür wird er jedoch mit dessen Weihnachtsgeschenk in der Hand, einem rosafarbenen Plüschelefant, von der Polizei in den Rücken angeschossen und verhaftet. Trotz dieser widrigen Umstände erhält Thurman Willies Geschenk.
Einige Monate später erhält Thurman einen Brief von Willie, in dem dieser ihm mitteilt, dass er sich auf dem Weg der Besserung befinde, da die acht Kugeln der Polizei keine lebenswichtigen Organe außer der Leber getroffen hätten, und er bald entlassen werde. Da Willie ein umfassendes Geständnis abgelegt und sich bereit erklärt hat, mit der Polizei als Ratgeber zur Verbrechensbekämpfung zusammenzuarbeiten, fiel seine Strafe entsprechend milder aus.

## Produktion

### Produktionsnotizen, Hintergrund
Produziert wurde der Film von Dimension Films, Triptyh Pic. und Blixa Zweite Film Produktion.
Ursprünglich sollte Bill Murray die Rolle des Willie T. Stokes übernehmen, sagte jedoch ab, um in Lost in Translation mitspielen zu können. Auch Jack Nicholson war an der Rolle des Willie T. Stokes interessiert, hatte aber ebenfalls andere Verpflichtungen. So ging die Rolle an Billy Bob Thornton. Bad Santa war der letzte Film des Schauspielers John Ritter, der am 11. September 2003 verstarb. Ihm wurde der Film gewidmet.

### Musik im Film (Auswahl)
- Nocturne Nr. 2 in Es-Dur, Op. 9 Nr. 2 von Frédéric Chopin, am Piano İdil Biret
- Die Dornröschen-Ballett-Suite, op. 66a (V Alsa) von Pjotr Iljitsch Tschaikowski
- Suite für Jazzorchester Nr. 2 von Dmitri Dmitrijewitsch Schostakowitsch
- Ouvertüre aus "Der Barbier von Sevilla" von Gioachino Rossini
- Anvil Chorus II aus „Der Troubadour“ von Giuseppe Verdi
- Jingle Bell Rock von Joseph Beal, Jim Boothe – Vortrag: Bobby Sherman
- Papa loves Mambo – Papa loves Mamba von Al Hoffman, Dick Manning, Bickley Reichner –
Vortrag: Xavier Cugat und Orchester
- Let It Snow! Let It Snow! Let It Snow! von Jule Styne, Sammy Cahn – Vortrag: Dean Martin
- Winter Wonderland von Felix Bernard, Dick Smith – Vortrag: Symphonette Society
- Up on the Housetop von Benjamin Russell Hanby – Vortrag: The Cherry Sisters, Eddy Arnold
- Please Come Home For Christmas von Charles Brown, Gene Redd – Vortrag: Sawyer Brown
- Holly Jolly Christmas von Johnny Marks – Vortrag: Burl Ives
- It’s The Most Wonderful Time of the Year von Edward Pola, George Wyle – Vortrag: Andy Williams
- Have Yourself a Merry Little Christmas von Ralph Blane, Hugh Martin – Vortrag: Bing Crosby
- Seasons Freaklings von und mit Bunnygrunt
- Christmas – Baby Please Come Home von Phil Spector, Ellie Greenwich, Jeff Barry –
Vortrag: Swag Music Group, Tom Chappell
- Jingle Bells von James Lord Pierpont – Vortrag: Ricky Nelson
- Deck the Halls, traditionelle Weise von Thomas Oliphant – Vortrag: Boots Randolph
- It Came Upon the Midnight Clear von Richard Storrs Willis, Edmund Hamilton Sears –
Vortrag: The Symphonette Society
- Habanera aus Carmen von Georges Bizet
- Silent Night, Holy Night von Franz Gruber, Joseph Mohr

### Synchronsprecher
Die Synchronisation entstand unter der Leitung von Pierre Peters-Arnolds, der für das Dialogbuch und die Dialogregie verantwortlich war, bei der Synchronfirma PPA Film GmbH Pierre Peter Arnolds, München.
| Schauspieler       | Rolle                 | Synchronsprecher      |
| ------------------ | --------------------- | --------------------- |
| Billy Bob Thornton | Willie T. Stokes      | Gudo Hoegel           |
| Bernie Mac         | Gin                   | Oliver Stritzel       |
| Lauren Graham      | Sue                   | Sandra Schwittau      |
| Tony Cox           | Marcus                | Tobias Lelle          |
| Brett Kelly        | Thurman Merman        | Moritz Günther        |
| Lauren Tom         | Lois                  | Veronika Neugebauer   |
| John Ritter        | Bob Chipeska          | Pierre Peters-Arnolds |
| Ethan Phillips     | Roger Merman          | Claus Brockmeyer      |
| Cloris Leachman    | Großmutter            | Margit Weinert        |
| Tom McGowan        | Harrison              | Dirk Galuba           |
| Matt Walsh         | Herb                  | Ulrich Frank          |
| Billy Gardell      | Wachmann in Milwaukee | Gerhard Jilka         |

### Veröffentlichung
Der Film wurde in drei verschiedenen Versionen veröffentlicht: Kinofassung (FSK 12) 91 Minuten, Extended Version (FSK 16) 98 Minuten und Director’s Cut 88 Minuten. Der Director’s Cut ist bisher in Deutschland nicht veröffentlicht worden.
Premiere hatte der Film am 18. November 2003 in Westwood in Kalifornien, am 26. November 2003 lief er dann allgemein in den USA an und am 28. November 2003 in Kanada. Am 19. Mai 2004 wurde der Film auf den Filmfestspielen in Cannes vorgestellt, am 14. September 2004 auf dem Film by the Sea Film Festival in den Niederlanden, am 18. September 2004 auf den Film Festival in Athen, am 24. Oktober 2004 auf dem Night Visions Film Festival in Finnland und am 24. November 2004 auf dem Brno Film Festival in der Tschechischen Republik. Veröffentlicht wurde er im Jahr 2004 zudem in folgenden Ländern: Neuseeland, Finnland, im Vereinigten Königreich, in Irland, Norwegen, Luxemburg, Frankreich, Dänemark, Island, Italien, Mexiko, in der Tschechischen Republik, in Australien, in den Niederlanden, in Polen, Belgien, Ungarn, Portugal, Schweden, Japan (Tokio), Spanien, Griechenland, auf den Philippinen, in Brasilien, Thailand, Estland, in der Metropole Hongkong, in Argentinien und Singapur sowie in Bulgarien, Kroatien, Irland, Rumänien, Serbien Russland, Slowenien, in der Türkei sowie in Uruguay.
In Deutschland wurde der Film am 18. November 2004 veröffentlicht, in Österreich am 19. November 2004, in der deutschsprachigen Schweiz am 25. November 2004, in der italienischsprachigen Schweiz am 26. November 2004 und in der französischsprachigen Schweiz am 8. Dezember 2004. Der englische Titel der längeren Version ist Badder Santa.
Sony Pictures Home Entertainment gab den Film am 7. Juni 2005 mit einer deutschen Tonspur auf DVD heraus.

## Kritik
Von der Kritik wurde Bad Santa insgesamt positiv aufgenommen. Filmkritik-Aggregator Rotten Tomatoes verzeichnet für den Film, basierend auf 217 Kritiken, eine positive Bewertung von 78 Prozent, während Metacritic 70 von 100 möglichen Punkten vergab.
Tyr Burr bedauerte in seiner Kritik für den Boston Globe zwar die zu kleinen Rollen von Bernie Mac und Lauren Graham, lobte jedoch ausdrücklich die Schauspielleistung von Billy Bob Thornton.
Roger Ebert pries den Film Bad Santa in seiner Kolumne für die Chicago Sun Times als „kompromisslos“ und „lustig“.
Das Lexikon des internationalen Films schrieb: „Was an der Oberfläche als rüder und zotiger Anti-Weihnachtsfilm erscheint, entwickelt sich dank hervorragender Darsteller und des pointierten Drehbuchs zu einer augenzwinkernden Anarcho-Komödie mit satirischen und melodramatischen Akzenten.“
TV Spielfilm zeigte mit dem Daumen nach oben, gab für Anspruch, Action, Spannung und Erotik jeweils einen von drei möglichen Punkten und für Humor drei Punkte und meinte: „Ein derber und respektloser Spaß. Ein Fest für Weihnachtshasser“
epd Film sprach von einem „der ‚schwärzesten‘ Weihnachtsfilme aller Zeiten – und das nicht nur, weil Weihnachtsmann Billy Bob Thornton, wie Experten gezählt haben 146-mal ‚fuck‘ und immerhin noch halb so oft ‚shit‘ sagt“. Weiter hieß es: „BAD SANTA ist eine Parodie auf all jene Filme, die das Fest als Erlösung und Läuterung gefeiert haben, eine Reise in das Herz weihnachtlicher Finsternis. Filme um Santa Claus sind, mehr noch als Weihnachtsfilme überhaupt, ein uramerikanisches Genre, eine Ikone der populären Kultur: Seit den dreißiger Jahren macht Coca-Cola mit dem knuffigen Herrn Reklame, und aus den Einkaufszentren ist er nicht mehr wegzudenken. […] BAD SANTA, produziert von Joel und Ethan Coen, verstößt gegen alles, was uns an Weihnachten heilig ist. Das bezieht selbst das Wetter ein – Let it snow, let it snow singt Dean Martin, während Willie und sein Assistent durch das heiße Phoenix/Arizona spazieren.“
Kino.de führte aus: „Wem nach hartgesottenen Kontrastprogramm zur traditionellen Weihnachtsunterhaltung zu Mute ist, der liegt mit der pechschwarz-profanen Satire von Kultregisseur Terry Zwigoff […] richtig.“ „Interessant“ sei die Soundtrack-Zusammenstellung dieses bereits im Vorfeld heiß diskutierten Films, bei dem sich die Mutterfirma Disney nicht allzu begeistert von der Miramax-Produktion, die klassische Musik und bewährte Weihnachtslieder mischte, gezeigt habe. Zu Besetzung mit Thornton war man der Ansicht, er sei perfekt in der Rolle des „missmutigen Misanthropen“, man könne sich keinen besseren wünschen. „Dank der aggressiven Exzessivität [werde] sich allemal eine Kultnische für diese tabulose ‚Weihnachtskomödie‘ finden“, hieß es abschließend.